# Craig Sager
Craig Graham Sager, Sr., född 29 juni 1951 i Batavia i Illinois, död 15 december 2016 i Atlanta i Georgia,, var en amerikansk reporter för TNT och TBS.
Han har också varit sportreporter för CBS och CNN. Han höll i bevakningen av basket under Sommar-OS 2008 i Peking.